# آرمونکور سم
آرمونکور سم (به فرانسوی: Armancourt) یک کمون در فرانسه است که در سم (فرانسه) واقع شده‌است. آرمونکور سم ۲٫۱۶ کیلومتر مربع مساحت دارد ۱۰۰ متر بالاتر از سطح دریا واقع شده‌است.